# Ine Couckuyt
Ine Couckuyt (30 juni 1994) is een Belgisch triatlete.

## Levensloop
Couckuyt behaalde een master in de economie. Na haar studies verbleef ze een jaar in Australië.
Ze behaalde zilver op het Belgisch kampioenschap sprinttriatlon in 2015 en het BK kwarttriatlon in 2016. Daarnaast behaalde ze eenmaal goud en eenmaal zilver op het BK crosstriatlon.

## Palmares
Sprinttriatlon
- 2015:  Belgisch kampioenschap

Kwarttriatlon
- 2016:  Belgisch kampioenschap
- 2018:  Kwarttriatlon Kortrijk

Halve triatlon
- 2019:  Halve triatlon van Leuven

Crosstriatlon
- 2017:  Belgisch kampioenschap
- 2018:  Crosstriatlon van Vlaanderen/Belgisch kampioenschap